# Gurleyi marssoniella
Gurleyi marssoniella är en svampart som beskrevs av Doflein, 1898. Gurleyi marssoniella ingår i släktet Gurleyi och familjen Thelohaniidae.   Inga underarter finns listade i Catalogue of Life.